# Abraham Solomon

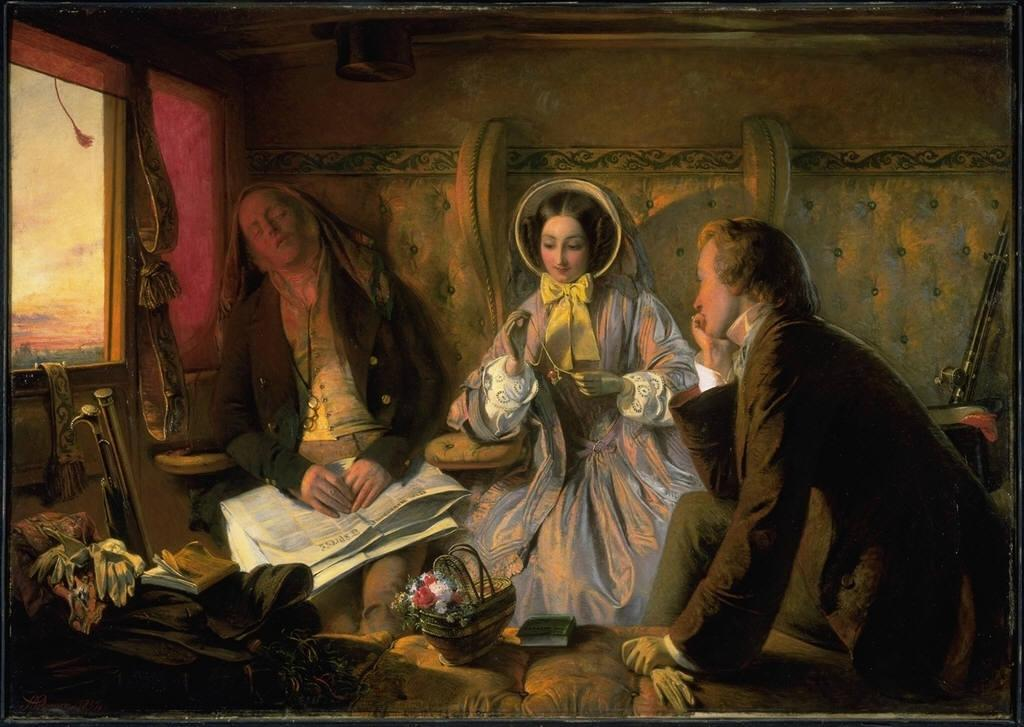
First Class – The Meeting, wersja pierwotna, 1854

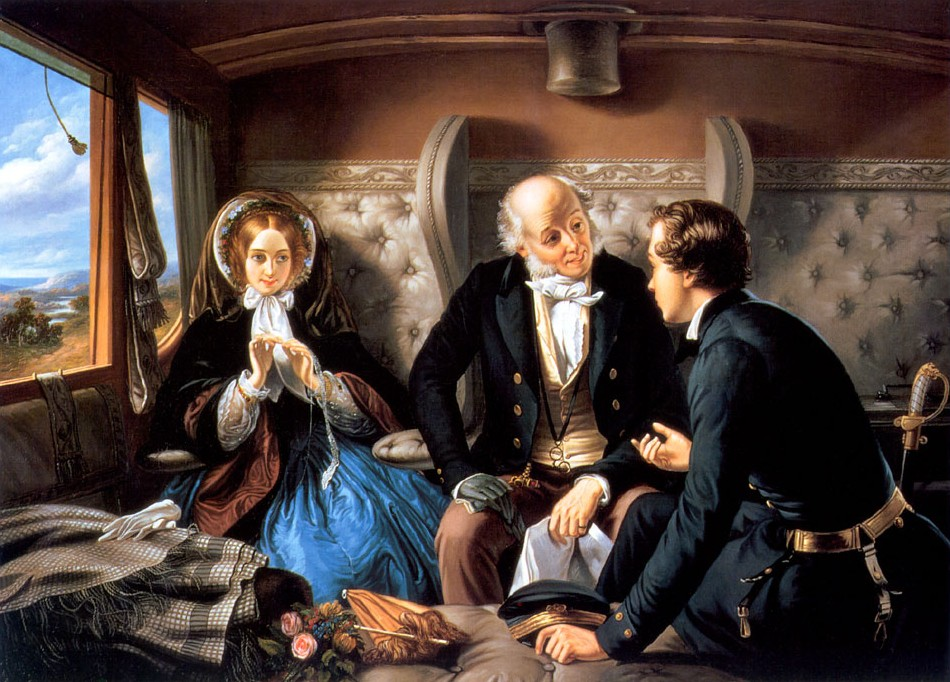
First Class – The Meeting, wersja zweryfikowana, 1855

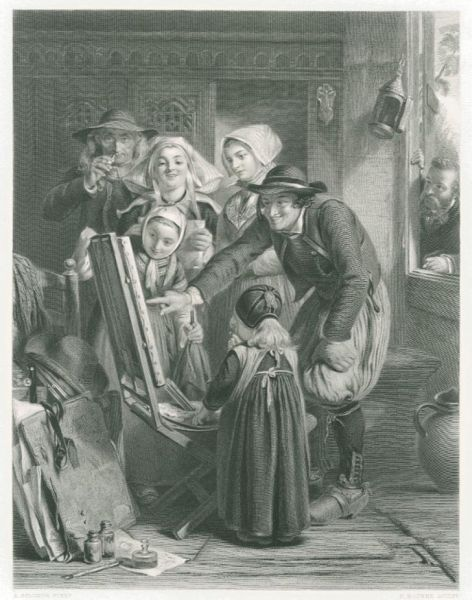
Rycina wykonana na podstawie rysunku Abrahama Solomona przez Herberta K. Bourne’a

Abraham Solomon (ur. 7 maja 1823 w Londynie, zm. 19 grudnia 1862) – brytyjski malarz wiktoriański.
Urodził się jako ósme dziecko w zamożnej, żydowskiej rodzinie. Jego brat Simeon (1840–1905) i siostra Rebecca (1832–1886) także byli malarzami. Abraham uczył się w Sass School of Art w Bloomsbury, a następnie od 1839 w Royal Academy.
Artysta malował obrazy inspirowane literaturą, często o tematyce kostiumowej i współczesne sceny rodzajowe. Uzyskał znaczną popularność, na podstawie jego prac wykonywano ryciny, które sprzedawano w dużych ilościach. Od 1843 wystawiał w Royal Academy, największy rozgłos zdobył dzięki obrazowi First Class – the Meeting z 1854. Pierwsza wersja została skrytykowana za nieobyczajność, przedstawiała młodą damę flirtującą w czasie podróży, podczas gdy jej opiekun spał. W następnym roku artysta namalował poprawną obyczajowo wersję obrazu, przedstawiającą dyskutujących mężczyzn i skromną kobietę.
Abraham Solomon chorował poważnie na serce, nie założył rodziny, opiekowała się nim siostra Rebbeca. Zmarł przedwcześnie w 1862. Jego prace eksponowane są m.in. w Southampton City Gallery i Tate Britain w Londynie.

## Wybrane prace
- My Grandmother (1840)
- Vicar of Wakefield (1842)
- The Breakfast Table (1846)
- Too Truthful (1850)
- First Class – the Meeting, (1854)
- First Class – the Meeting (druga wersja, 1855)
- Second-Class – the Parting (1855)
- A Contrast (1855)
- The Bride (1856)
- Doubtful Fortune (1856)
- Waiting for the Verdict (1857)